# Rondeletia rugelii
Rondeletia rugelii är en måreväxtart som beskrevs av Ignatz Urban. Rondeletia rugelii ingår i släktet Rondeletia och familjen måreväxter. Inga underarter finns listade i Catalogue of Life.